# 葉北華
葉北華（1907年2月2日—1987年12月5日），1930年代中華民國國家足球隊代表隊成員，司職左翼，外號「飛將軍」、「穿花蝴蝶」。

## 生平
祖籍廣東惠陽，1909年生於香港。另有指1907年生於惠陽，8歲時來港。1924年，加盟香港南華足球隊，最初被安排在乙組隊上陣。2年後被提拔升上一隊。1930年，獲邀轉投廣州警察足球隊。他曾參加第九、第十屆遠東運動會及1936年柏林奧運。
掛靴後，擔任足球教練和體育教師。1973年，任廣東省足球協會副主席。1987年12月5日，因心臟病發逝世。